# Pariziana (film)
Pariziana (titlu originar în franceză Une Parisienne) este un film de comedie francez din 1957, regizat de Michel Boisrond⁠(d).

## Rezumat
Brigitte Laurier, fiica primului ministru⁠(d) al Franței, pune la cale o stratagemă pentru a se căsători cu bărbatul iubit, nimeni altul decât secretarul tatălui ei, Michel. Brigitte se află în patul lui Michel în fața tuturor, punându-l într-o situație jenantă pe președinte. Pentru a nu provoca un scandal, Michel și Brigitte sunt forțați de tatăl ei să se căsătorească. Cu toate acestea, Brigitte este sigură că Michel o va înșela în cele din urmă. Când însă proaspătul soț începe să flirteze cu alte femei, Brigitte se decide să-i plătească imediat cu aceeași monedă. Așa încât pune ochii pe Prințul Charles, un nobil de viță veche, în pragul bătrâneții, care o invită într-o vacanță romantică pe însorita Riviera. Gelos, Michel reușește să le de-a de urmă, dar când îi găsește pe amorezi, aceștia sunt răciți cobză. Bineînțeles că soții de împacă, dându-și seama că se iubesc.
Mai târziu, când Brigitte îi spune lui Michel că a fost la Nisa cu Charles, acesta nu o crede. Cei doi promit să își spună întotdeauna adevărul, dar când Brigitte îi spune din nou că a fost cu Charles, Michel tot nu o crede. În cele din urmă, Brigitte îi spune că a fost la cinema cu o prietenă și își încrucișează degetele.

## Distribuție
- Charles Boyer - prințul Charles
- Henri Vidal - Michel Legrand
- Brigitte Bardot - Brigitte Laurier
- Noël Roquevert - doctorul d'Herblay
- Madeleine Lebeau - Monique Wilson
- Fernand Sardou - Fernand le Barman
- Claire Maurier - Caroline Herblay
- Robert Pizani - ambasadorul Mouchkine
- Guy Tréjan - colonelul de aviație
- Judith Gray - Irma
- Harry-Max - ambasadorul
- Marcel Charvey - băiatul rău
- Vera Talchi - Titine
- Marcel Pérès - generalul
- Henri Cogan - bătăușul
- Hubert de Lapparent - ușierul președintelui
- Nadia Gray - Greta
- André Luguet - Alcide Laurier

## Recepție
United Artists a achiziționat drepturile de distribuție americane ale filmului pentru 550 000 de dolari, marcând un acord record pentru un film străin în Statele Unite. Filmul a continuat să obțină un succes extraordinar în întreaga lume, obținând profituri de 3 milioane de dolari în afara Statelor Unite pentru producătorul Raoul Lévy.